# 袁貞爾
袁貞爾（英語：William Yuen Jing-yee，1951年10月7日—），香港公務員。袁在1970年加入政府工作，在翌年5月加入行政主任職系。他曾在布政司署、政務總署、政府統計處、財政科、公務員事務科、工務科、工務局和海事處等政策科及政策局服務。他在2002年前後調入公務及司法人員薪俸及服務條件諮詢委員會聯合秘書處，擔任助理秘書長。在2004年11月秘書長李立新離任後，他在2004年11月20日起署理秘書長一職，至2005年2月28日秘書長李美嫦履新。結束署任後不久，他在2005年9月1日接替黃寶蓮出任灣仔民政事務專員，至2009年10月21日由陸綺華接任。

## 資料來源
1. ↑  香港政府布政司署. . 香港: 香港政府. 1975-07-01: 15.
2. 1 2  . www.info.gov.hk.   [2023-09-07]. （原始内容存档于2023-05-03）.
3. ↑  . www.jsscs.gov.hk.   [2023-09-07]. （原始内容存档于2023-08-24）.
4. ↑   (PDF).   [2023-09-07]. （原始内容存档 (PDF)于2023-09-07）.
5. ↑  . www.info.gov.hk.   [2023-09-07]. （原始内容存档于2023-09-07）.

| 政府职务        | 政府职务                                       | 政府职务        |
| --------------- | ---------------------------------------------- | --------------- |
| 前任者： 黃寶蓮 | 灣仔民政事務專員 2005年9月1日 - 2009年10月21日 | 繼任者： 陸綺華 |